# Le Maître du monde (film, 1961)
Le Maître du monde (titre original : Master of the World) est un film américain réalisé par William Witney, sorti en 1961.

## Synopsis
Un savant fou veut détruire les armées du monde entier pour devenir le maître du monde.

## Fiche technique
- Titre : Le Maître du monde
- Titre original : Master of the World
- Réalisateur : William Witney
- Scénario : Richard Matheson d'après l'œuvre de Jules Verne (Maître du monde et Robur le Conquérant)
- Photographie : Gilbert Warrenton
- Montage : Anthony Carras
- Musique : Les Baxter
- Producteur : James H. Nicholson, Samuel Z. Arkoff (producteur exécutif)
- Société de production : Alta Vista Productions
- Société de distribution : American International Pictures
- Lieu de tournage :  Alabama Hills, Lone Pine, Californie
- Genre : Film d'aventure, Film de science-fiction
- Durée : 102 minutes
- Date de sortie : mai 1961 ( États-Unis)

## Distribution
- Vincent Price : Robur
- Charles Bronson : Strock
- Henry Hull : Prudent
- Mary Webster : Dorothy
- David Frankham : Phillip
- Richard Harrison : Alistair
- Vito Scotti : Topage
- Wally Campo : Turner